# Rhein-Center Köln
Das Rhein-Center Köln, auch Rhein-Center Köln-Weiden oder Rhein-Center Weiden, ist ein Einkaufszentrum im Kölner Stadtbezirk Lindenthal im Stadtteil Weiden, Aachener Straße Nr. 1253. Es wurde Anfang der 1970er Jahre errichtet und war bei seiner Eröffnung das vierte große Einkaufscenter seiner Art in der Bundesrepublik Deutschland. Weiden war zu diesem Zeitpunkt noch kaum bebaut, so dass das Bild des heutigen Stadtteils überwiegend von Äckern und Wiesen geprägt war. „Wo vor knapp einem Jahr die Schafe weideten, wird heute das Einkaufscenter eröffnet“, schrieb der Kölner Stadt-Anzeiger am 9. März 1972. Dennoch war der Standort wirtschaftlich vielversprechend, da er im Begriff war, sich von einem Dorf zu einem einwohnerstarken Vorort Kölns zu entwickeln. Die ECE Projektmanagement GmbH, damals wie heute Betreiber des Rhein-Centers, investierte 50 Millionen DM in das Projekt.

## Das Rhein-Center 1972
Ursprünglich waren im Rhein-Center 60 Geschäfte untergebracht, die Waren der mittleren bis gehobenen Preisklasse anboten. Zusätzlich zum kostenlosen Parken wurden Services wie Autowäsche oder Tanken angeboten. Die gastronomischen Einrichtungen im Center durften auch sonntags öffnen, außerdem war das Rauchen im Gebäude erlaubt. Es gab einen Kindergarten und ein Kinderparadies mit Karussells und Spielgeräten. Geplante und sich bereits im Bau befindliche Hochhaussiedlungen rund um das Einkaufszentrum garantierten eine solide Käuferzahl allein aus dem unmittelbaren Einzugsgebiet. Außerdem sollte eine direkte Anbindung an die S-Bahn geschaffen werden, die dann allerdings erst 30 Jahre später realisiert wurde.

## Das Rhein-Center heute
Im Lauf der Zeit hat sich die Anzahl der Geschäfte auf 180 erhöht (Stand Januar 2016) und ist dann wieder leicht auf 160 gesunken (Stand Mai 2024). Nach Umbau- und Erweiterungsmaßnahmen in den Jahren 1995 und 2008 verfügt das Rhein-Center aktuell über eine Verkaufsfläche von 40.000 m², die sich auf drei Ebenen verteilen. Der Branchenmix wird dominiert von Textilien und Hartwaren. Im Kellergeschoss wurde ein eigenständiger Gastronomiebereich errichtet. Von den ursprünglichen Mietern von 1972 ist lediglich die Stadtsparkasse übrig geblieben, Einrichtungen wie das Kinderparadies wurden aufgrund von Sparmaßnahmen abgeschafft. Im Gegensatz zur früheren Handhabung wurde das Parken nach 30 Minuten kostenpflichtig. Im Rhein-Center sind 1250 Angestellte beschäftigt, das Kerneinzugsgebiet wird vom Betreiber auf 37.500, das gesamte Einzugsgebiet auf über 1,3 Millionen Einwohner beziffert.

## Infrastruktur
Das Rhein-Center befindet sich 10 km westlich der Kölner Innenstadt und ist gut an das Straßennetz sowie den öffentlichen Nahverkehr angebunden. Es verfügt über 1500 Pkw- und 70 Fahrradstellplätze. Mit dem Auto kann das Einkaufszentrum unter anderem über die A 1 (Abfahrt Köln-Lövenich), die A 4 oder die B 55 erreicht werden. Die Haltestelle der Stadtbahn und Busse Weiden Zentrum befindet sich direkt am Einkaufszentrum. Die Anbindung an die S-Bahn erfolgt über die Stationen Lövenich (ca. 500 Meter) und Weiden West (zwei Haltestellen mit der Stadtbahn).